# Stockum (Düsseldorf)
Stockum è un quartiere della città tedesca di Düsseldorf, appartenente al distretto 5.